# Mitu (geslacht)
Mitu is een geslacht van vogels uit de familie sjakohoenders en hokko's (Cracidae). De vogels behoren tot de groep van de hokko's en worden mesbekpauwies (meervoud: pauwiezen) genoemd. Dit woord is ontleend aan het Surinaams-Nederlands.

## Soorten
Het geslacht kent de volgende soorten:
- Mitu mitu – Alagoasmesbekpauwies
- Mitu salvini – Salvins mesbekpauwies
- Mitu tomentosum – Kleine mesbekpauwies
- Mitu tuberosum – Mesbekpauwies